# Лунная ведьма
«Лунная ведьма» — советский фильм 1985 году режиссёра Бакыта Карагулова, по одноимённой повести Ашима Джакыпбекова.

## Сюжет
В первые дни Великой Отечественной войны киргизское село, где живёт шестилетний Эркин, опустело — все отцы и старшие братья ушли на фронт.
Маленький Эркин думает, что виновата в войне Лунная ведьма, которая спустилась на Землю сеять зло и приносить несчастья, как когда-то дедушка Бурхан рассказал ему в сказке.
Чтобы ускорить возвращение отца, Эркин решил послать ему письмо и постоянно думает, что бы он написал — но писать он пока не умеет и старательно учит азбуку, даже обманом пытается раньше времени пойти в школу. Когда мальчик вывел первое слово «отец», мать получила похоронку и не смогла сыну сказать правду. А мальчик, осчастливленный первым успехом, спал и видел сон, в котором быстрое облако белых треугольников его детских писем летит к отцу.

Неспешное течение тыловой жизни, тяжелая, порой непосильная работа — без выходных и праздников, тягостное ожидание писем с фронта… Кажется, что ничего не происходит, никаких событий, но жизнь идёт своим чередом, бегут похожие один на другой дни. Монотонность, камерность тылового бытия подчеркиваются и усиливаются драматургическим решением фильма. Сюжета как такового в нём нет, он построен по новеллистическому принципу — посредством соединения непритязательных, заземленных эпизодов- рассказов. Они эскизны, как бы не завершены, каждая маленькая сценка подобна одноцветному мазку краски на картине. И так же, как в живописи, множество «киномазков», сочетаясь друг с другом в определённой последовательности, образуют единое, цельное художественное полотно фильма.— В. Л. Михайлов

## В ролях
- Изобар Дуйшеналиев — Эркин
- Светлана Чебодаева-Чаптыкова — мать Эркина
- Алиман Джангорозова — бабушка Марджан
- Капар Медетбеков — дедушка Бурхан
- Койсун Карасартова — ведьма
- Ерсаин Телеубаев — контуженный

## Литературная основа
Фильм снят по одноимённой повести Ашима Джакыпбекова, повесть впервые в отрывках печаталась в газете «Советская Киргизия», отдельной книгой издана в 1985 году издательством «Мектеп» в переводе на русский язык в переводе Алмазбека Атамбаева (будущего президента Киргизии), критика отмечала, что «Элементы фантастики и аллегории придают произведению занимательность».

## Критика
Многослойной и многоликой оказалась детская лента «Лунная ведьма». Даже неискушенному зрителю бросалась в глаза двойственная природа фильма. Его основу составляла сугубо реалистическая история маленького Эркина, который, подобно десяткам своих сверстников из далекого кыргызского аила, ждёт любимого им до самозабвения отца, ушедшего на фронт защищать Родину. Вместе с тем картина включала в себя и другие мотивы — сказочные, фантастические … Авторы фильма добиваются таким образом двойного эффекта, сталкивая в активном взаимодействии две жанрово и стилистически разнородные стихии, усиливают поступательную мощь своей ленты, её нравственное значение.— В. Л. Михайлов

## Призы и фестивали
- Специальный приз жюри Всесоюзного кинофестиваля «Сказка» (Фрунзе, 1985).

## Издание
В 2020 году фильм был оцифрован — Департамент кинематографии Киргизии выпустил к 75-летию Великой Победы состоящую из четырёх фильмов DVD-коллекцию, в которую вошёл и фильм «Лунная ведьма», также фильм был выложен в открытом доступе в Youtube на канале «Киргизфильма».